# Stachydeae
Stachydeae, tribus biljaka iz potporodica medićevki, opisan 1827. godine. Postoji 13 priznatih rodova a tipični je Rod Stachys.

## Opis iz 2019.
Tribus Stachydeae, koji se sastoji od oko  470 vrsta, jedna su od najrazličitijih i taksonomski najzagonetnijih skupina u Lamioideae. U ovoj studiji, filogenetski odnosi u kladi Eurystachys (filogenetski naziv za sve rodove koji se pripisuju Stachydeae osim Melittis) rekonstruirani su korištenjem nuklearnih ribosomskih sekvenci DNA (nrETS, 5S-NTS) iz 148 primjesa u 12 rodova. Filogenetski rezultati otkrili su Stachys kao parafilet s brojnim tradicionalno priznatim rodovima koji su se ugniježdili u njemu. Međutim, široko definirana klada Eurystachys bila je monofiletska. Za razliku od prethodnih studija, ova je uspjela razdvojiti grupu u 12 dobro poduprtih kladusa, ovdje nazvanih kao (1) Eriostomum, (2) Stachys, (3) Prasium, (4) Setifolia, (5) Distantes, (6) ) Burgsdorfia, (7) Hesiodia, (8) Empedoclia, (9) Sideritis, (10) Marrubiastrum, (11) Swainsoniana i (12) Olisia. Tih 12 kladusa je službeno nazvano u filogenetskoj nomenklaturi za kladus Eurystachys. Nekoliko infrageneričkih jedinica pronađeno je kao monofiletske, naime Sideritis sekcije Burgsdorfia, Empedoclia i Hesiodia, Sideritis podrod Marrubiastrum i Stachys sekcije Eriostomum (uključujući Stachys sekciju Mucronata) i Setifolia. Nalazi ove studije također pružaju osnovu za buduću formalnu klasifikaciju, s dvije mogućnosti: (1) dijeljenje klade Eurystachys u 12 monofiletskih rodova, a svi se temelje na već postojećim nazivima rodova i redefiniraju kako bi obuhvatili dodatne taksone, ali bez jasnih morfoloških apomorfija; ili (2) grupiranje svih segregata u široko definirani Stachys, uključujući široko poznate i dobro definirane segregate kao što su Prasium i Sideritis. 

## Rodovi
1. Melittis L. (1 sp.)
2. Stachys L. (375 spp.)
3. Hypogomphia Bunge (3 spp.)
4. Haplostachys (A.Gray) Hillebr. (5 spp.)
5. Phyllostegia Benth. (34 spp.)
6. Stenogyne Benth. (21 spp.)
7. Prasium L. (1 sp.)
8. Sideritis L. (143 spp.)